# كيفن هودجز (لاعب كرة قاعدة)
كيفن هودجز (بالإنجليزية: Kevin Hodges)‏ هو لاعب كرة قاعدة أمريكي، ولد في 24 يونيو 1973 في هيوستن في الولايات المتحدة.

## وصلات خارجية
- كيفن هودجز على موقع الدوري الياباني لكرة القاعدة (الإنجليزية)
- كيفن هودجز على موقعبيزبول رفرنس.كوم (الدوري الرئيسي) (الإنجليزية)
- كيفن هودجز على موقع مشجعي الرسوم البيانية (الإنجليزية)